# Tillandsia nervibractea
Tillandsia nervibractea är en gräsväxtart som beskrevs av Amy Jean Gilmartin och Hans Edmund Luther. Tillandsia nervibractea ingår i släktet Tillandsia och familjen Bromeliaceae. Inga underarter finns listade i Catalogue of Life.